# Tsuyoshi Sekito
Tsuyoshi Sekito (関戸 剛, Sekito Tsuyoshi) est un compositeur et guitariste japonais né le 3 avril 1963 à Osaka.
Après avoir travaillé pour le groupe Konami, il est entré chez Square en 1995, comme musicien et assistant sonore. Brave Fencer Musashi fut sa première véritable composition. Il travailla ensuite, en 2001, sur les nouvelles éditions de Final Fantasy II. En 2003, il fut appelé par Nobuo Uematsu pour former le groupe The Black Mages, en tant que guitariste. En 2008, il s'est vu confier la composition des musiques de The Last Remnant, qui constitue à ce jour son principal travail en tant que compositeur.

## Discographie

### Composition
- Space Manbow (1989) – avec Kazuhiko Uehara et Y. Manno)
- SD Snatcher (en) (1990) – avec Masahiro Ikariko, Mutsuhiko Izumi, Michiru Yamane, Motoaki Furukawa, Yuji Takenouchi, Harumi Uekoh, Yuko Kurahashi, Tomoya Tomita, et Kazuhiko Uehara)
- Metal Gear 2: Solid Snake (1990) (avec Masahiro Ikariko, Mutsuhiko Izumi, Yuko Kurahashi, Tomoya Tomita, Kazuhiko Uehara, et Yuji Takenouchi
- Double Dribble: 5-on-5 (1991)
- Teenage Mutant Ninja Turtles II: Back from the Sewers (1991) – avec Yuko Kurahashi
- Gradius II (1992) ― avec Kazuki Muraoka, Akiropito, Kōzō Nakamura, Harumi Uekō, Happy Iwase, et Metal Yuhki
- Tiny Toon Adventures: Buster's Hidden Treasure (1993) – avec Shinji Tasaka et Hideto Inoue
- Lethal Enforcers II: Gunfighters (1994) – avec Yuichi Sakakura
- Soccer Super Stars (1995)
- Brave Fencer Musashi (1998)
- Chocobo's Dungeon 2 (1999) – avec Kumi Tanioka, Yasuhiro Kawakami, et Kenji Itō
- All Star Pro-Wrestling (2000) – avec Kenichiro Fukui et Kumi Tanioka
- All Star Pro-Wrestling II (2001)
- All Star Pro-Wrestling III (2003) – avec Kenichiro Fukui
- Romancing SaGa -Minstrel Song- (2005) – avec Kenji Itō
- Hanjuku Hero 4: 7-Jin no Hanjuku Hero (2005) – avec Nobuo Uematsu, Kenji Itō, Kenichiro Fukui, Naoshi Mizuta, Hirosato Noda, Ai Yamashita, et Kenichi Mikoshiba
- Final Fantasy VII Advent Children (2005) – avec Nobuo Uematsu, Kenichiro Fukui, et Keiji Kawamori
- Dawn of Mana (2006) – avec Kenji Itō, Masayoshi Soken, Junya Nakano, Hirosato Noda, et Ryuichi Sakamoto
- The Last Remnant (2008) – avec Yasuhiro Yamanaka

### Arrangements
- Chrono Trigger (remake) (1999)
- Final Fantasy Origins (Final Fantasy II portion) (2002)
- Front Mission Online (2005)
- Romancing SaGa -Minstrel Song- (2005)
- Final Fantasy III (remake) (2006) – avec Keiji Kawamori